# حسين السياغي
القاضي حسين بن أحمد بن أحمد بن محمد بن عبد الرحمن السياغي، عالم وفقيه ووزير يمني، ويُعد من أشهر وأهم المؤرخين اليمنيين في القرن العشرين، وهو نجل القاضي أحمد بن أحمد بن محمد السياغي، الحيمي، الصنعاني، العالم والمدرِّس في الجامع الكبير بصنعاء القديمة، أحد الذين استشهدوا في مذبحة الحجاج اليمنيين في وادي تنومة في عسير عام 1923 والتي راح ضحيتها قرابة 3000 حاج يمني بينهم علماء ومسؤولي بعثة الحج اليمنية لذلك العام.

## مولده وتعليمه والوظائف التي شغلها
ولد في مدينة صنعاء القديمة عام 1326 هجرية/1908م، و تلقى تعليمه المبكر فيها على يد والده وعمه و عدد من علمائها حيث درس في جميع الفنون ومنها الفقه وأصوله والتفسير والنحو والبلاغة والمنطق وعلوم الآلة من حساب ومساحة. ثم عمل في التدريس بالجامع الكبير، ومسجد الأبهر، كما عمل قبل ثورة 26 سبتمبر في إدارة أملاك الدولة. ولاه ولي العهد البدر بن أحمد حميد الدين أعمالا هامة في الحديدة وصنعاء، وكان قد سجن في حجة بعد فشل ثورة الدستور عام 1948. وبعد ثورة 26 سبتمبر شغل عدد من المناصب والوظائف العليا منها وزيراً للأوقاف ووكيلاً لوزارة العدل ثم نائباً لرئيس مجلس القضاء الأعلى حتى عام 1985.

غلاف كتاب صفحات مجهولة من تاريخ اليمن للقاضي حسين السياغي

غلاف كتاب معالم الآثار اليمنية للقاضي حسين أحمد السياغي

## أهم مؤلفاته وأعماله
ألَّف السياغي وأصدر وحقق العديد من المؤلفات والمصنفات، حيث يعود له الفضل في تأليف وإصدار ثلاثة من أهم كتب التاريخ في اليمن وهي «قانون صنعاء في القرن الثاني عشر الهجري، 1982» و «معالم الآثار اليمنية، 1980» و «صفحات مجهولة من تاريخ اليمن، تحقيق، 1984». كما حقق عدد من المصنفات، والأعمال منها:
- الروض النضير، شرح الفقه الكبير المروي عن الإمام زيد بن علي - القاهرة 1928،
- تحفة المشتاق إلى شرح أبيات المولى إسحاق (تحقيق) - مركز الدراسات والبحوث اليمني - دار المسيرة - بيروت 1984،
- المزن الماطر على الروض الناضر في آداب المناظر - مركز الدراسات والبحوث اليمني - صنعاء 1984، و
- أصول المذهب الزيدي اليمني وقواعده - مكتبة غمضان - صنعاء 1984م.

وقد أوصى بإيداع مكتبته الخاصة كاملة في مكتبة الأوقاف بالجامع الكبير بصنعاء.

## وفاته
توفي في صنعاء عام 1410 هجرية/1990م عن عمر ناهز 82 عاماً.